# Campionato mondiale di calcio per amputati
Il campionato mondiale di calcio per amputati è un torneo che si svolge con cadenza quadriennale e che mette a confronto le migliori squadre nazionali di calcio per amputati a livello europeo.
Il torneo si svolge con una prima fase con tre gironi all'italiana e una seconda fase ad eliminazione diretta.

## Albo d'oro
| Anno | Ospitante   | Finale primo posto | Finale primo posto | Finale primo posto | Finale terzo posto | Finale terzo posto | Finale terzo posto | Numero di squadre |
| Anno | Ospitante   | Vincitore          | Risultato          | 2º posto           | 3º posto           | Risultato          | 4º posto           | Numero di squadre |
| ---- | ----------- | ------------------ | ------------------ | ------------------ | ------------------ | ------------------ | ------------------ | ----------------- |
| 1984 | USA         |                    |                    |                    |                    |                    |                    |                   |
| 1987 | USA         | El Salvador        |                    |                    |                    |                    |                    |                   |
| 1988 | USA         | Inghilterra        |                    | El Salvador        | Stati Uniti        |                    |                    |                   |
| 1989 | USA         | Inghilterra        |                    | Brasile            | Russia             |                    |                    |                   |
| 1991 | Uzbekistan  | Russia             |                    | Inghilterra        | Uzbekistan         |                    |                    |                   |
| 1998 | Inghilterra | Russia             |                    | Uzbekistan         | Brasile            |                    |                    |                   |
| 2000 | USA         | Brasile            |                    | Russia             | Ucraina            |                    |                    |                   |
| 2001 | Brasile     | Brasile            |                    | Russia             | Inghilterra        |                    |                    |                   |
| 2002 | Russia      | Russia             |                    | Brasile            | Uzbekistan         |                    |                    |                   |
| 2003 | Uzbekistan  | Russia             |                    | Ucraina            | Brasile            |                    | Uzbekistan         |                   |
| 2005 | Brasile     | Brasile            |                    | Russia             | Inghilterra        |                    | Ucraina            |                   |
| 2007 | Turchia     | Uzbekistan         |                    | Russia             | Turchia            |                    |                    |                   |
| 2010 | Argentina   | Uzbekistan         |                    | Argentina          | Turchia            |                    | Russia             |                   |
| 2012 | Russia      | Uzbekistan         | 1 – 0              | Russia             | Turchia            | 3 – 0              | Argentina          | 12                |
| 2014 | Messico     | Russia             | 3 – 1              | Angola             | Turchia            | 1 – 0              | Polonia            | 23                |
| 2018 | Messico     | Angola             |                    | Turchia            | Brasile            |                    | Messico            |                   |
| 2022 | Turchia     | Turchia            | 4 - 1              | Angola             | Uzbekistan         | 4 - 2              | Haiti              |                   |